# 開普文森特 (紐約州村)
開普文森特（英語：Cape Vincent）是位於美國紐約州傑佛遜縣的村。

## 人口
根據2020年美國人口普查的數據，開普文森特的面積為1.89平方千米，當中陸地面積為1.87平方千米，而水域面積為0.02平方千米。當地共有人口699人，而人口密度為每平方千米370人。